# Светско првенство у атлетици у дворани 2014 — штафета 4 × 400 метара за жене
Трка штафета 4 х 400 м у женској конкуренцији на Светском првенству у атлетици у дворани 2014.  одржана је 8. и 9. марта у Ерго Арени у Сопоту (Пољска).
Титулу освојену у Истанбулу 2012, бранила је штафета Уједињеног Краљевства.

## Земље учеснице
Учествовалао је 39. такмичарки у 8 штафета из исто толико земаља.
1. Уједиње Краљевство (5)
2. Италија  (4)
3. Јамајка (5)
4. Нигерија (4)
5. Пољска (5)
6. Румунија (4)
7. Русија (6)
8. САД (6)

## Освајачице медаља
|                                                                   |                                                                      |                                                                           |
| Наташа Хејстингс Џоана Аткинс Френсина Макорори Касандра Тејт САД | Патриша Хол Анејша Маклохлин Калис Спенсер Стефани Макпершон Јамајка | Елид Чајлд Шана Кокс Маргарет Адеој Кристин Охуруогу Уједињено Краљевство |

## Рекорди пре почетка Светског првенства 2014.
Стање 6. март 2014. 
| Рекорди пре почетка Светског првенства 2016.     | Рекорди пре почетка Светског првенства 2016.                                            | Рекорди пре почетка Светског првенства 2016. | Рекорди пре почетка Светског првенства 2016. | Рекорди пре почетка Светског првенства 2016. |
| ------------------------------------------------ | --------------------------------------------------------------------------------------- | -------------------------------------------- | -------------------------------------------- | -------------------------------------------- |
| Светски рекорд                                   | Русија · Јулија Гушчина, Олга Котљарова · Олга Зајцева, Олесија Красномовец             | 3:23,37                                      | Глазгов, Уједињено Краљевство                | 28. јануар 2006.                             |
| Рекорд светских првенстава                       | Русија · Олесија Красномовец, Олга Котљарова · Татјана Левина, Наталија Назарова        | 3:23,88                                      | Будимпешта, Мађарска                         | 7. март 2004.                                |
| Најбољи резултат сезоне                          | Универзитет Орегон, Сједињене Државе                                                    | 3:30,08                                      | Албукерки, САД                               | 15. фебруар 2014.                            |
| Афрички рекорд                                   | —                                                                                       |                                              |                                              |                                              |
| Азијски рекорд                                   | Индија · Manjeet Kaur, Sini Jose · Chitra K. Soman, Mandeep Kaur                        | 3:37,46                                      | Доха, Катар                                  | 16. фебруар 2008.                            |
| Северноамерички рекорд                           | Сједињене Државе · Деби Дан, Диди Тротер · Наташа Хејстингс, Алисон Филикс              | 3:27,34                                      | Доха, Катар                                  | 14. март 2010.                               |
| Јужноамерички рекорд                             | —                                                                                       |                                              |                                              |                                              |
| Европски рекорд                                  | Русија · Јулија Гушчина, Олга Котљарова · Олга Зајцева, Олесија Красномовец             | 3:23,37                                      | Глазгов, Уједињено Краљевство                | 28. јануар 2006.                             |
| Океанијски рекорд                                | Аустралија · Susan Andrews, Tania Van Heer-Murphy · Tamsyn Manou, Кети Фриман           | 3:26,87                                      | Маебаши, Јапан                               | 7. март 1999.                                |
| Рекорди после завршетка Светског првенства 2014. |                                                                                         |                                              |                                              |                                              |
| Афрички рекорд                                   | Нигерија · Омолара Омотосо, Patience Okon George, · Bukola Abogunloko, Folashade Abugan | 3:29,67                                      | Сопот, Пољска                                | 8. март 2014.                                |
| Најбољи резултат сезоне                          | Сједињене Државе                                                                        | 3:29,06                                      | Сопот, Пољска                                | 8. март 2014.                                |
| Најбољи резултат сезоне                          | Сједињене Државе · Наташа Хејстингс,Џоана Аткинс · Френсина Макорори,Касандра Тејт      | 3:24,83                                      | Сопот, Пољска                                | 9. март 2014.                                |
| Северноамерички рекорд                           | Сједињене Државе · Наташа Хејстингс,Џоана Аткинс · Френсина Макорори,Касандра Тејт      | 3:24,83                                      | Сопот, Пољска                                | 9. март 2014.                                |

## Квалификациона норма
| дворана или отворено |
| -------------------- |
| нема норме           |

## Сатница
| Датум        | Време | Ниво          |
| ------------ | ----- | ------------- |
| 8. март 2014 | 12:20 | Квалификације |
| 9. март 2014 | 17:45 | Финале        |

## Резултати

### Квалификације
У квалификацијама штафете су подељене у две групе по четири. За шест места пласирале су се по две првопласиране из сваке групе (КВ) и две по постигнутом резултату (кв)
| Поз. | Група | Штафета              | Атлетичарке                                                                | Резултат | Нап.    |
| ---- | ----- | -------------------- | -------------------------------------------------------------------------- | -------- | ------- |
| 1    | 2     | САД                  | Наташа Хејстингс, Jernail Hayes, Моника Харгрејв, Касандра Тејт            | 3:29,06  | КВ, СРС |
| 2    | 2     | Јамајка              | Верон Чејмберс, Анејша Маклохлин, Natoya Goule, Стефани Макпершон          | 3:29,43  | КВ, НР  |
| 3    | 2     | Пољска               | Ewelina Ptak, Патрицја Вићшкјевич, Joanna Linkiewicz, Малгожата Холуб      | 3:29,48  | кв, ЛРС |
| 4    | 2     | Нигерија             | Омолара Омотосо, Patience Okon George, Bukola Abogunloko, Folashade Abugan | 3:29,67  | кв, АФР |
| 5    | 1     | Уједињено Краљевство | Елид Чајлд, Шана Кокс, Викторија Охуруогу, Кристин Охуруогу                | 3:30,60  | КВ, ЛРС |
| 6    | 1     | Русија               | Олга Товарнова, Ирина Давидова, Јулија Терекова, Наталија Назарова         | 3:30,87  | КВ, ЛРС |
| 7    | 1     | Италија              | Марија Енрика Спача, Елена Марија Бонфанти, Марта Милани, Кјара Бацони,    | 3:31,91  | НР      |
| 8    | 1     | Румунија             | Аделина Пастор, Alina Andreea Panainte, Sandra Belgyan, Бјанка Разор       | 3:38,18  | ЛРС     |

### Финале
Финале је одржано у 17,45.
| Поз. | Штафета              | Атлетичарке                                                                | Резултат    | Нап.         |
| ---- | -------------------- | -------------------------------------------------------------------------- | ----------- | ------------ |
|      | САД                  | Наташа Хејстингс, Џоана Аткинс, Френсина Макорори, Касандра Тејт           | 3:24,83     | СРС, НР, САР |
|      | Јамајка              | Патриша Хол, Анејша Маклохлин, Калис Спенсер, Стефани Макпершон            | 3:26,54     | НР           |
|      | Уједињено Краљевство | Елид Чајлд, Шана Кокс, Маргарет Адеој, Кристин Охуруогу                    | 3:27,90     | ЛРС          |
| 4.   | Пољска               | Ewelina Ptak, Малгожата Холуб, Патрицја Вићшкјевич, Јустина Свјенти        | 3:29,89     |              |
| 5.   | Нигерија             | Омолара Омотосо, Folashade Abugan, Bukola Abogunloko, Patience Okon George | 3:31,59     |              |
| 4    | Русија               | Олга Товарнова, Alena Tamkova, Јулија Терекова, Ксенија Рижова             | 3:28,39ДИСК | ЛРС ,        |